# Lolita (term)
Een lolita is een term voor een sensueel en vroegrijp jong meisje dat wordt gezien als lustobject voor seksuele gevoelens en verlangens.

## Beschrijving

### Nabokov
De naam is afkomstig uit Vladimir Nabokovs roman Lolita uit 1955, waarin de seksuele obsessie voor het twaalfjarige meisje met de bijnaam Lolita, wordt geportretteerd. Het boek vertelt de geschiedenis van de gecultiveerde literaire wetenschapper Humbert Humbert, die seksueel geobsedeerd geraakt met Dolores Haze, het 12-jarige nymfachtig dochtertje van zijn hospita.
Jonge meisjes die seksuele verlangens aantrekken bij volwassenen, worden "lolita's" genoemd wanneer schrijvers impliceren dat het jonge meisje "vroegrijp verleidelijk" is en daarom verantwoordelijk is voor het verlangen van de volwassene. Dit gebruik weerspiegelt de zelfrechtvaardiging van Nabokovs verteller Humbert Humbert, maar het is verre van Nabokovs uitbeelding van Lolita (Dolores), die duidelijk maakt dat ze Humberts slachtoffer is, niet zijn verleidster.

### Pornografie
In de pornografie wordt de term "Lolita" gebruikt om te verwijzen naar films van jonge meisjes, vaak iemand die net de meerderjarigheid heeft bereikt, of qua uiterlijk jonger lijkt te zijn dan de seksuele meerderjarigheid.

### Japan
In Japan kreeg de term een andere betekenis, namelijk die van lief en schattig adolescent meisje. Dit gebruik komt voort uit de romantisering van de Japanse meisjescultuur (shōjo bunka) en is een samenstelling van lolicon en lolitamode. In het geval van lolitamode wordt gedoeld op de kleding, als in "het dragen van lolita". Deze modestijl bevat onder meer de thema's "Gothic Lolita", "Sweet Lolita", "Princess Lolita" en "Steampunk Lolita", en heeft in Japan geen relatie met Nabokovs novelle of seksualisering van de term.

## Media
- Lolita (1962), een film van Stanley Kubrick
- Lolita (1997), een film van Adrian Lyne
- "Moi... Lolita", een single van de Franse zangeres Alizée Jacotey
- "Lolita", een single van de Amerikaanse zangeres Lana Del Rey

## Lolitacomplex
Het lolitacomplex of nymfofilie verwijst naar een sterk erotisch of seksueel verlangen bij mannen van middelbare leeftijd voor meisjes of jonge vrouwen. De leeftijd van het meisje ligt meestal in de leeftijdscategorie van net voor de puberteit tot de adolescentie.
Soms wordt een conceptueel onderscheid gemaakt tussen het lolitasyndroom als gezond verlangen naar een jong meisje, en het lolita-complex als ongezond verlangen naar minderjarigen. Als er echter een zeer sterke drang is, kan het lolitacomplex worden omschreven als parafilie.
Wederzijdse relaties tussen jonge vrouwen en oudere mannen komen vaker voor, en worden doorgaans geaccepteerd in de samenleving zonder strafrechtelijke gevolgen. Zo zijn bijvoorbeeld in Duitsland seksuele relaties vanaf 14-jarige leeftijd met mannen van elke leeftijd legaal als ze wederzijds zijn en er geen afhankelijke relatie is.